# ذي العيان (القفر)

تعديل مصدري - تعديل

ذي العيان هي إحدى قرى عزلة بني مسلم بمديرية القفر التابعة لمحافظة إب، بلغ تعداد سكانها 76 نسمة حسب تعداد اليمن لعام 2004.